# Jász (Románia)

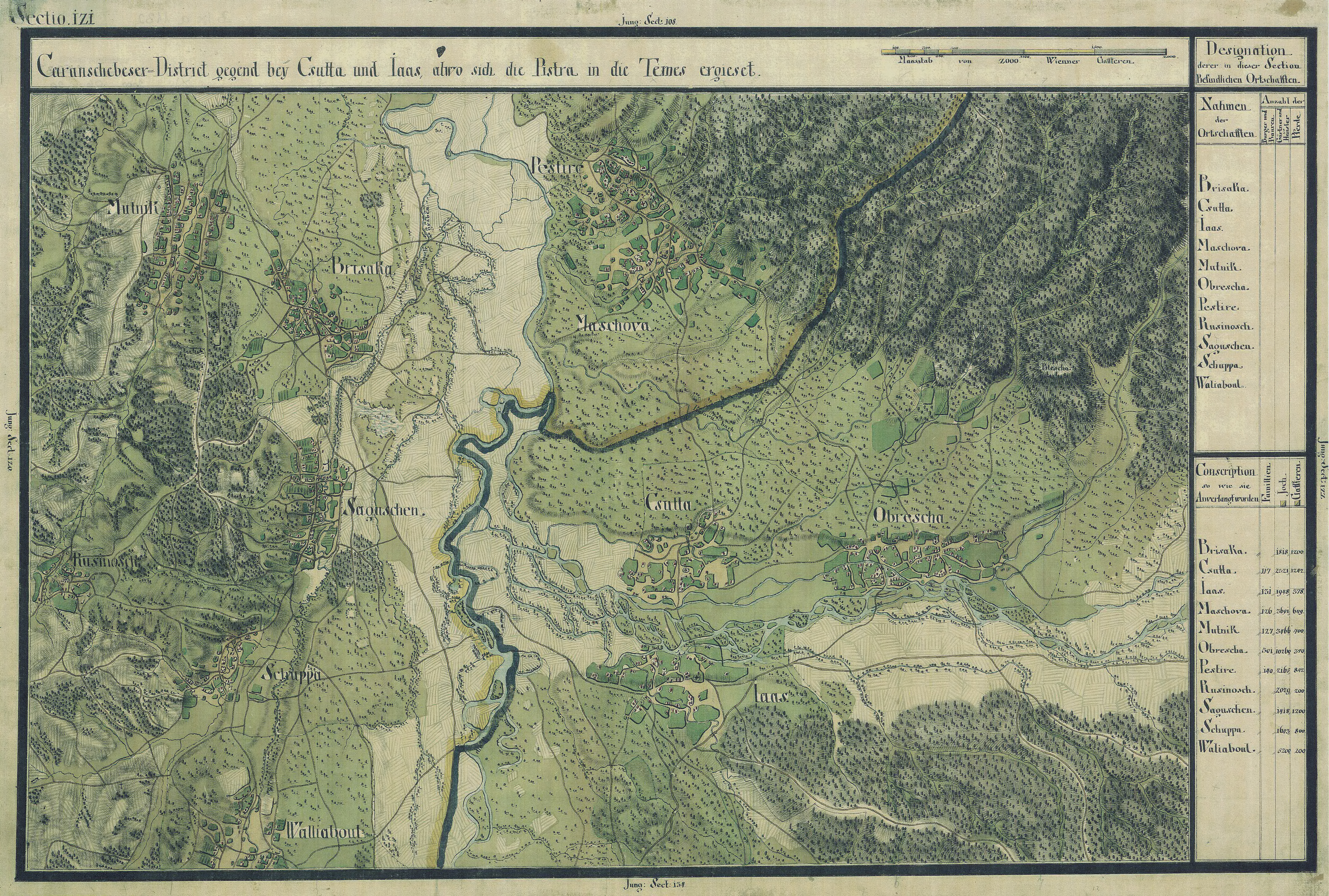
Jász egy régi térképen

Jász románul: Iaz, falu Romániában, a Bánságban, Krassó-Szörény megyében.

## Fekvése
Karánsebestől északra fekvő település.

## Története
Jász nevét 1480-ban említette először oklevél Jaz in districtu de Sebes formában, Mátyás király oklevelében, majd 1485-ben Yaaz in districtu civitatis Karansebes alakban fordult elő.
1597-ben Jaaz, 1785-ben Pesty Frigyes említette Jasch néven, 1828-ban Jász, Jáz, 1888-ban Jáz (Jaas), 1913-ban pedig Jász néven fordult elő.
1480-ban Mátyás király az aradi káptalan által örményesi Fiáth Lászlónak adományozta a sebesi kerületben fekvő Jaz, Mezfalu, Cserenyes és Keregh falvakat adományozta.
1485-ben Jász (Yaaz) falut több más faluval együtt Kinisy Pál temesi főispán Bakoviczay Lászlónak ítélte oda Bizerei Miklós ellenében.
1588-ban Báthory Zsigmond fejedelem levele szerint Jász és Mészfalu Karánsebessel voltak határossak.
1590-ben Pribék László de Jaz, más néven Bánul és rokonsága pereskedett egymással öröklött birtokaikért, mely per hosszan elhúzódott.
A karánsebesi kerület 1603 évi összeírása szerint Jász faluban Pribék János 2, és Pribék Mátyás szintén 2 portáról adózott.
A falu a 18. században kincstári birtok volt, az 1778-as évben pedig az akkor alakult oláh–illír határőrezredhez került. A katonai határőrvidék feloszlása idején az oláhbánsági ezred ohabai századához tartozott.
Az 1858 évi összeiráskor 670 lakost találtak itt, melyek 9 katolikus kivételével, mind görögkeleti vallásúak voltak.
1913-ban 815 lakosából 17 magyar, 794 román volt. Ebből 18 római katolikus, 793 görög keleti ortodox volt.
A trianoni békeszerződés előtt Krassó-Szörény vármegye Karánsebesi járásához tartozott.